# Dieffenbacher

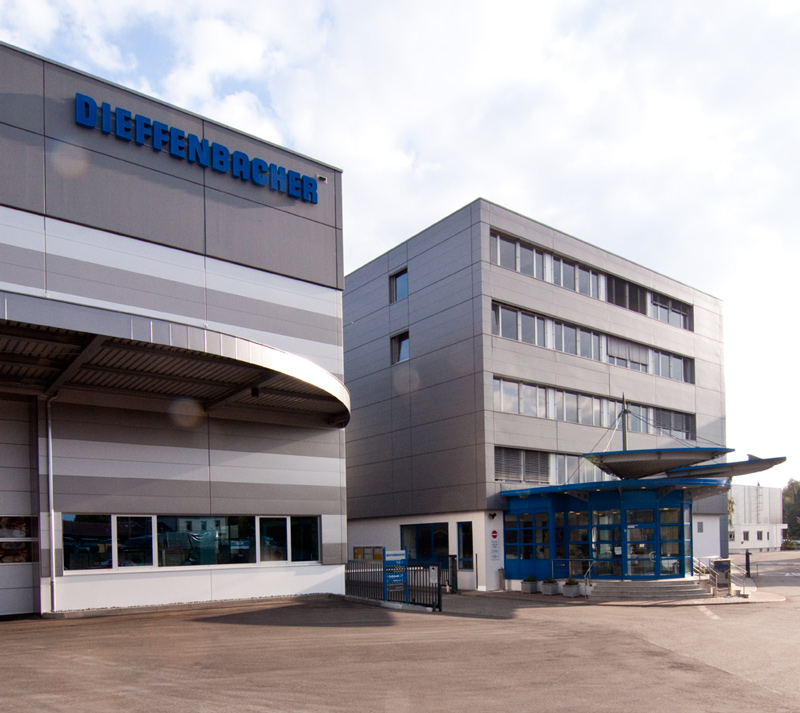
Fabrica central de Dieffenbacher en Eppingen

El grupo Dieffenbacher con sede en Eppingen en la comarca de Heilbronn en Baden-Wurttemberg (Alemania, es una empresa familiar de construcción de maquinaria e instalaciones fundada en 1873 con presencia internacional que desarrolla y fabrica sistemas de prensas y plantas completas de producción para las industrias de la madera, la automoción, la aviación y el reciclaje y así realiza plantas de generación de energía y otras soluciones para las industrias química y petroquímica. La empresa compone a nivel mundial una red de filiales, oficinas de venta y centros de servicio.

## Empresas del grupo Dieffenbacher
| Empresa                                                                | Lugar                      | Función |
| ---------------------------------------------------------------------- | -------------------------- | --- |
| Shanghai Wood-based Panel Machinery Co., Ltd                           | Shanghái, China            | Centro de desarrollo para plantas de procesado de madera de 4 pies (1,2 m), centro de producción, centro de ventas, centro de servicio |
| Jung Werkzeugbau GmbH                                                  | Ötigheim, Alemania         | Centro de producción |
| Dieffenbacher Panelboard Oy                                            | Nastola, Finlandia         | Centro de desarrollo para cribado, limpieza, distribución, acabado, centro de ventas, servicios de marketing, Centro de servicio       |
| Dieffenbacher North America, Inc.                                      | Windsor, Canadá            | Centro de producción |
| Dieffenbacher Machinery Services (Beijing) Co., Ltd.                   | Pekín, China               | Centro de ventas, centro de servicio                                                                                                   |
| Dieffenbacher Industriemarketing GmbH                                  | Eppingen, Alemania         | Servicios de marketing |
| Dieffenbacher India Pvt. Ltd.                                          | Bangalore, India           | Centro de ventas |
| Dieffenbacher GmbH Maschinen- und Anlagenbau                           | Eppingen, Alemania         | Sede central, centro de producción, centro de ventas y centro de servicio                                                              |
| Dieffenbacher GmbH Maschinen- und Anlagenbau Betriebsstätte Leverkusen | Leverkusen, Alemania       | Centro de desarrollo para secadoras, separadores y sistemas medioambientales, centro de ventas, centro de servicio                     |
| Dieffenbacher do Brasil                                                | Curitiba, Brasil           | Centro de servicio |
| Dieffenbacher CZ hydraulické lisy, s.r.o.                              | Brno, Chequia              | Centro de producción |
| Dieffenbacher Customer Support, LLC                                    | Alpharetta, Estados Unidos | Centro de servicio |
| Dieffenbacher Australasia                                              | Victoria, Australia        | Centro de ventas |
| Dieffenbacher Asia Pacific SDN. BHD.                                   | Kuala Lumpur, Malasia      | Centro de servicio |
| B. Maier Zerkleinerungstechnik GmbH                                    | Bielefeld, Alemania        | Centro de desarrollo para trituradoras, centro de ventas, centro de servicio                                                           |
| Dieffenbacher TH Ltd.                                                  | Bangkok, Tailandia         | Centro de servicio |

## Historia

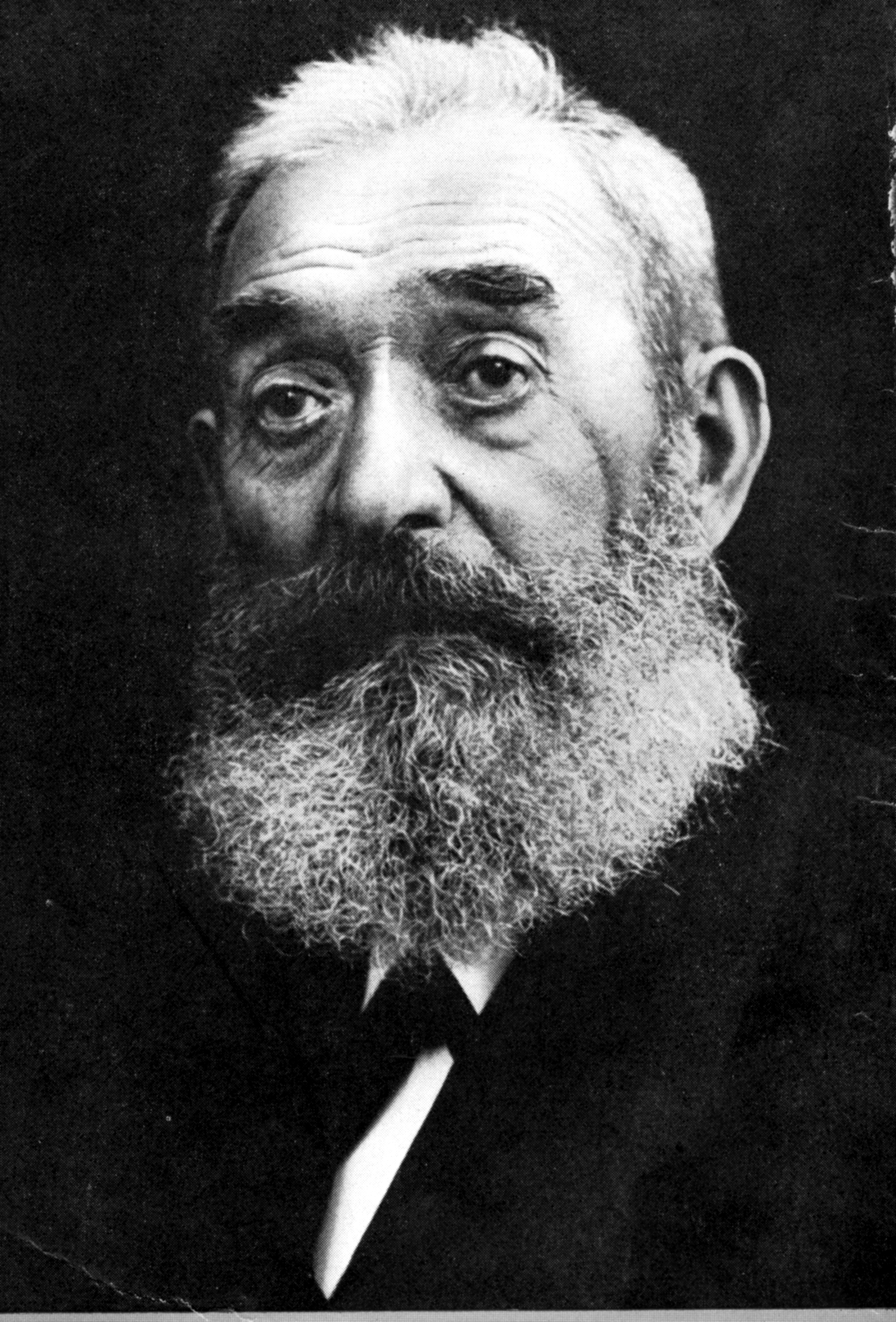
Jakob DIeffenbacher, Fundador de la empresa Dieffenbacher

La empresa Dieffenbacher fue fundada en 1873 por Jakob Dieffenbacher en Eppingen. Jakob Dieffenbacher estaba un maestro cerrajero alemán. La pequeña empresa llevó a cabo una gran variedad de trabajos de cerrajería y reparaciones de todo tipo, especialmente en el ámbito de las máquinas utilizadas en la agricultura.
Después de su prueba de maestría, Wilhelm y Friedrich Dieffenbacher, dos hijos de Jakob Dieffenbacher y también maestros cerrajeros, se unieron a la empresa familiar en la segunda generación.
En 1910 Wilhelm y Friedrich entregaron al hermano Heinrich Dieffenbacher el taller de cerrajería en el casco antiguo de Eppingen. Al mismo tiempo, se construyó una fábrica en la calle Heilbronner Strasse, dirigida por Wilhelm y Friedrich. La empresa pasó a llamarse Maschinenbauanstalt J. Dieffenbacher-Söhne. En esa época, la gama de productos se transformó en productos industriales. La producción se centró en prensas hidráulicas de aceite alimentario, fruta y vino. Con el aumento de la producción de máquinas en 1914, este instituto de construcción de maquinaria se convirtió en fábrica de maquinaria.
Una vez concluida la Primera Guerra Mundial, Dieffenbacher amplió su negocio de prensas y plantas de aceite. A mediados de la década de 1920, Dieffenbacher construyó las primeras prensas hidráulicas para masas de baquelita para la industria del plástico.
Durante la década después de la Segunda Guerra Mundial, la gama de productos cambió. La empresa pasó completamente de la producción de prensas para frutas y aceite a maquinaria pesada y prensas industriales.
Albert y Gerhard Dieffenbacher se incorporaron a la empresa en 1952 y asumieron la dirección de la tercera generación. Empezando en la década de 1950 la empresa ha dado importancia al producción de prensas para tableros de partículas, prensas de chapeado y de madera contrachapada debido a la cima del sector maderero.
En 1956, Dieffenbacher recibió sus primeros pedidos de exportación de otros países europeos. En la década de 1960 las exportaciones se expandieron rápidamente más allá de Europa a los EE. UU., Brasil, México, entre otros muchos más países.
Desde los años 60, Dieffenbacher ha incorporado nuevos productos para la industria para el conformado de metales y plásticos y por ejemplo ha producido máquinas de inyección de plástico o prensas para el procesamiento de plásticos reforzados con fibra.
A mediados de los años 70, Dieffenbacher construyó un sistema continuo de preprensa en frío, un enorme paso hacia la producción continua de tableros de partículas para la empresa.
En 1980, Wolf-Gerd Dieffenbacher se incorporó a la empresa, constituyendo la cuarta generación. En las próximas décadas, la empresa ha expandido sus actividades al mercado mundial y se ha desarrollado en un fabricante internacional de plantas completas.
En 1999, Dieffenbacher amplió aún más su división de tecnología de conformado de plásticos desarrollando el proceso directo para termoplásticos reforzados por fibra larga (LFT-D).
En 2011, Dieffenbacher recibió el premio AVK Innovation Award por el desarrollo del proceso de fabricación directa de piezas SMC. La compañía también introdujo el sistema HP-RTM en el mercado. Dieffenbacher fundó la división de reciclaje en 2014. El enfoque en esta área de negocio se centra en la fabricación de plantas completas para el tratamiento de diversos materiales residuales. En 2015 se produjo otro hito en el sector maderero. Dieffenbacher presentó una nueva prensa continua para la fabricación de tableros de madera, la CPS+, sucesora del sistema de prensas CPS.
Christian Dieffenbacher se incorporó a la junta directiva en 2016 después de dos años como consultor. Esto anunció el comienzo de la quinta generación. Ese mismo año, Dieffenbacher desarrolló la Tailored Blank Line, una solución para la producción en serie de componentes termoplásticos reforzados localmente que consiste en Fibercon y Fiberforge, la línea de confección de láminas más rápida del mundo hasta la fecha.

## Áreas de negocio
Las áreas de negocio del grupo Dieffenbacher se dividen esencialmente en tres áreas:

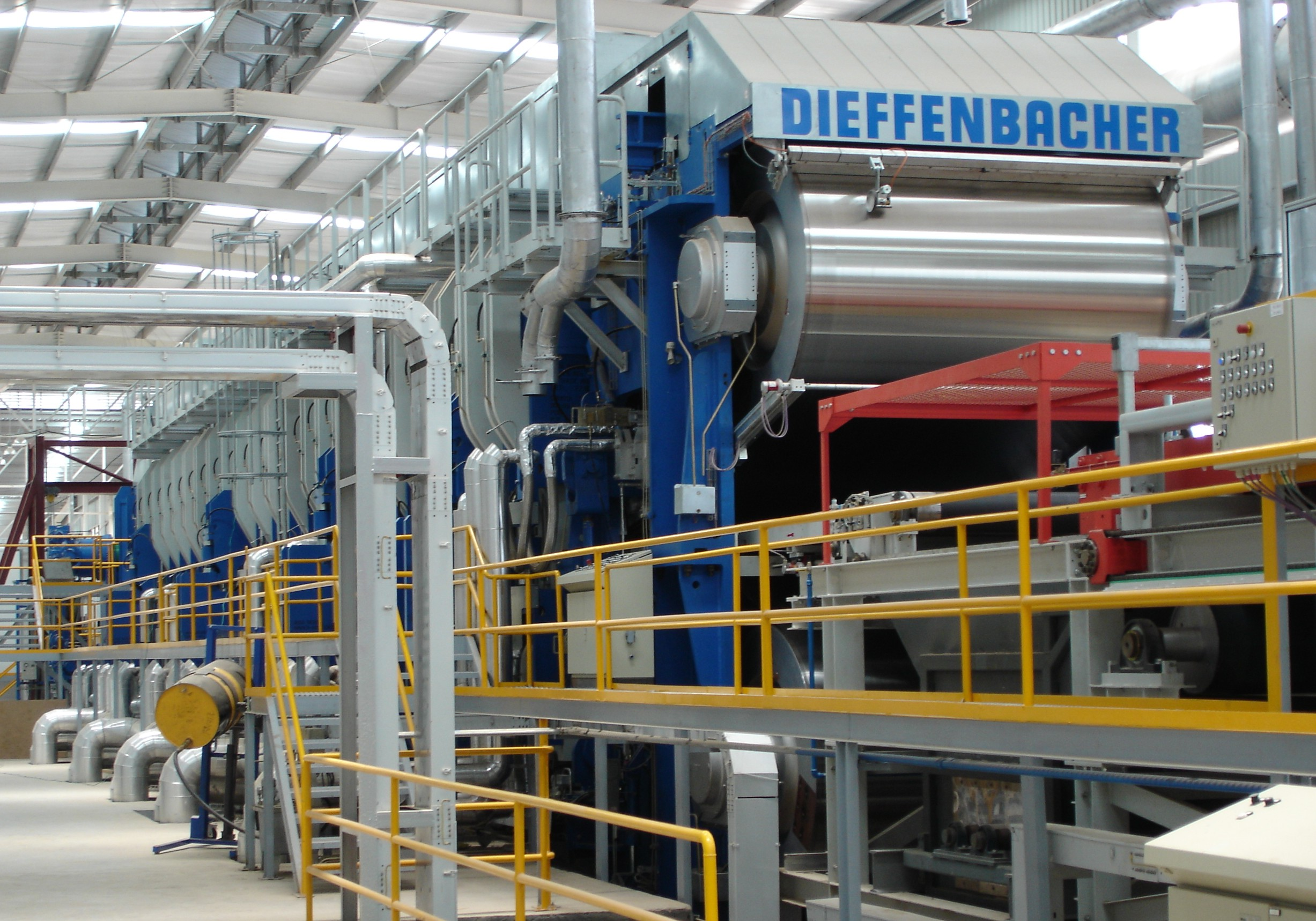
Prensa de tableros de partículas Dieffenbacher

#### Área de negocio maderero (tecnología de tableros de madera)
El área de negocio maderero de Dieffenbacher planifica y fabrica plantas completas para la industria de productos derivados de la madera. Fabrica equipos para la producción de tableros de partículas, tableros de fibra de densidad media (MDF), tableros de fibra de alta densidad (HDF), tableros de partículas gruesas (OSB/OSL) y madera de chapa laminada (LVL). La oferta de Dieffenbacher abarca desde la trituración de la madera suministrada hasta el prensado de los tableros y el acabado de las superficies. Una planta completa para la producción de tableros de madera normalmente incluye plantas de generación de energía, trituradoras, secadoras, tamices y separadores, unidad de encolado, control, la línea de moldeo, sistemas de prensas de ciclo o continuo, plantas de revestimiento, sistemas de acabado, almacenamiento y control de procesos, así como sistemas de mantenimiento en línea. El servicio posventa y las renovaciones de la planta también forman parte de la gama de servicios del área de negocio de la madera.

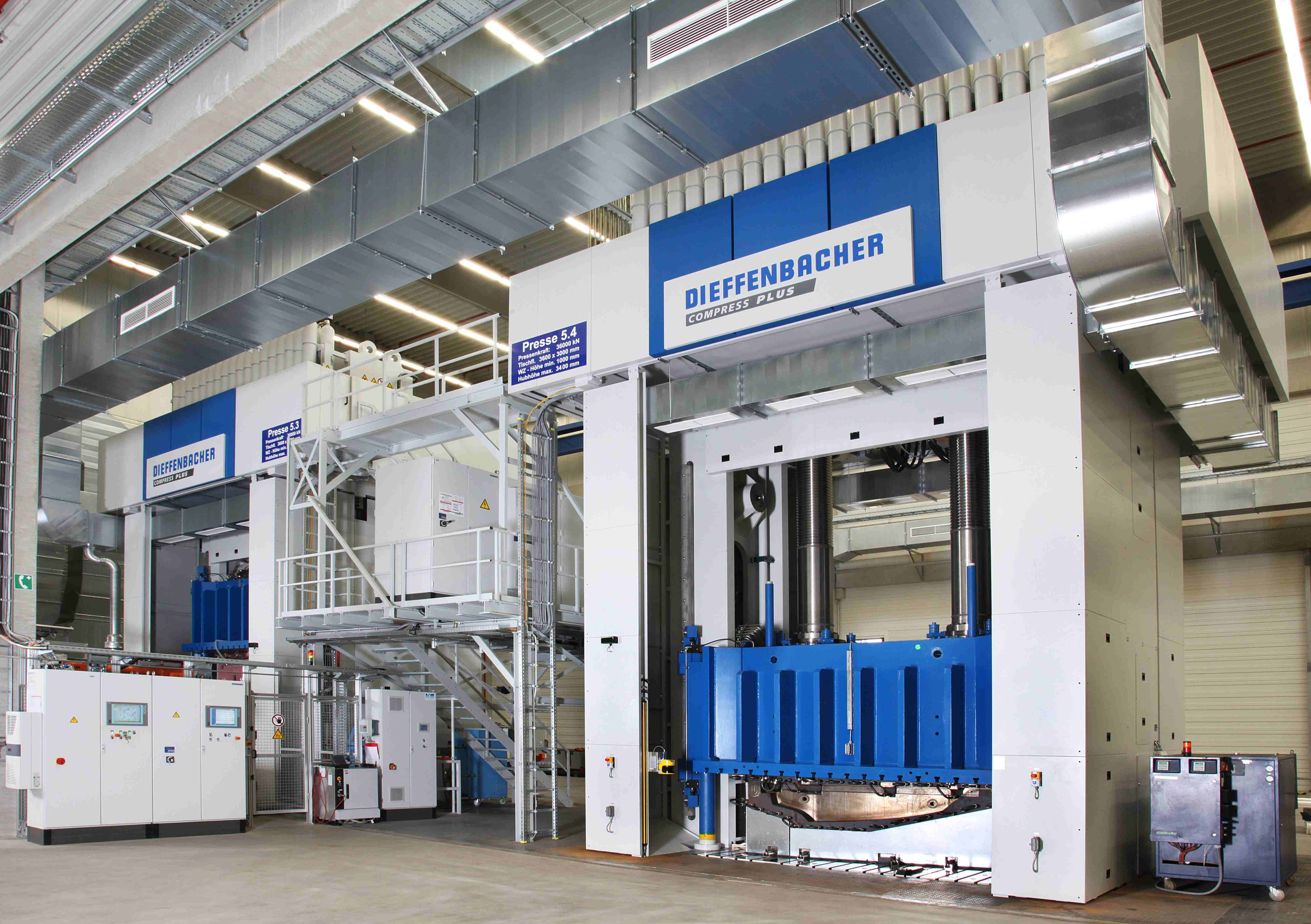
Prensa Dieffenbacher para la conformación de plásticos

#### Área de negocio de composites (tecnología de conformado)
La unidad de negocio de composites desarrolla métodos, procesos e instalaciones de producción totalmente automatizadas para la fabricación de componentes reforzados con fibra. Los procesos de producción incluyen el moldeo termoplástico de fibra larga (LFT), el compuesto de moldeo en láminas (SMC) y el moldeo por transferencia de resina de alta presión (HP-RTM). Para producir en serie componentes de carbono mediante el proceso HP-RTM, Dieffenbacher fabrica, por ejemplo, líneas de producción llave en mano totalmente automatizadas que comprenden un Preform Center. Además, se fabrican líneas de producción para componentes híbridos y sistemas para el proceso de prensado en húmedo. Dieffenbacher suministra todos los componentes para plantas llave en mano: desde la prensa hidráulica, pasando por toda la automatización, hasta los componentes para la producción de productos semielaborados que ahorran recursos mediante el procesado directo. La renovación de plantas y componentes de plantas también forma parte del área de negocio de composites. Dieffenbacher continuado desarrolla y combina los procesos de composite y trabaja en colaboración con institutos de investigación independientes y lleva a cabo proyectos de investigación de forma conjunta con clientes.

#### Área de negocio de reciclaje

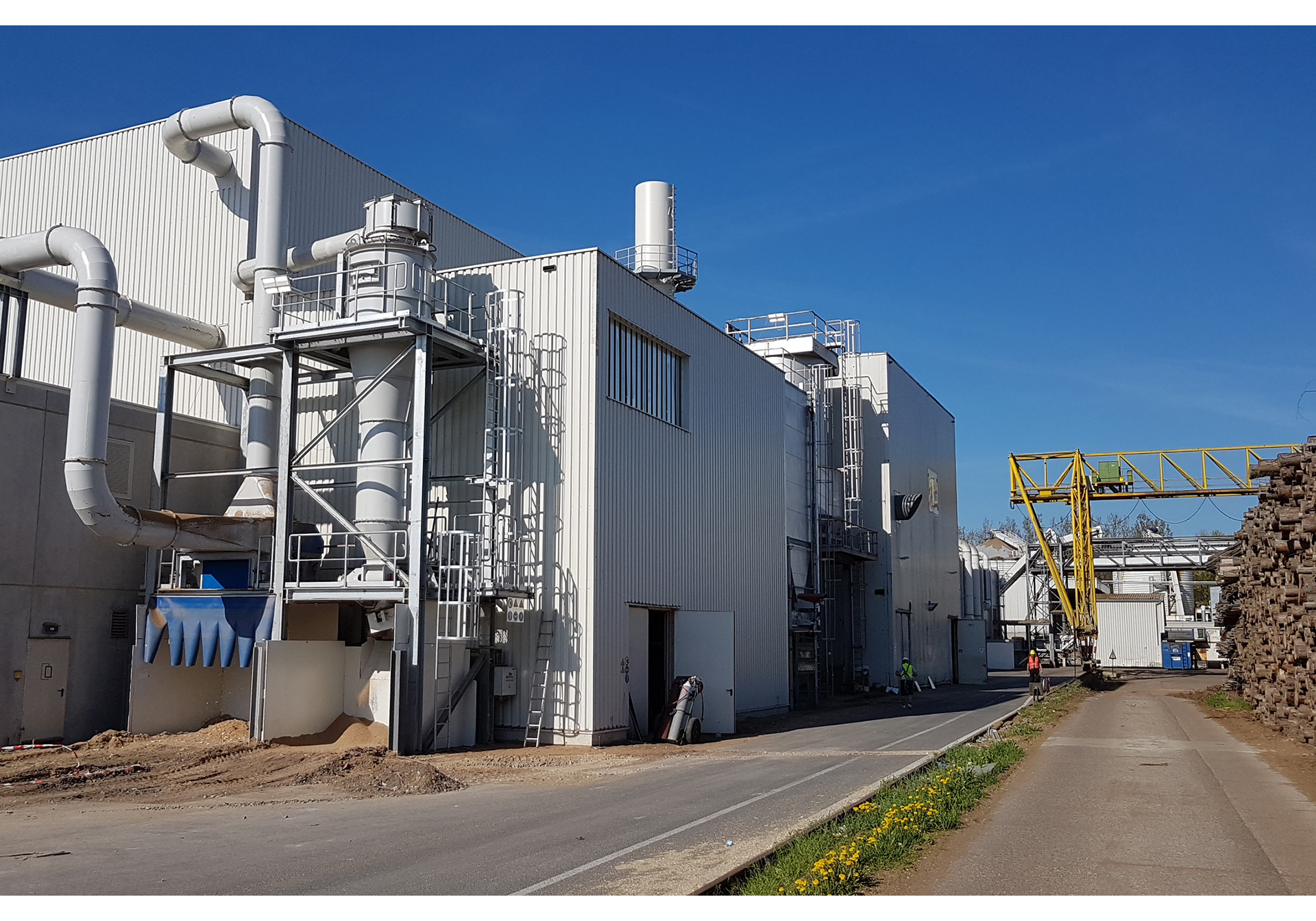
Unidad de regeneración de residuos de madera

La división de reciclaje de Dieffenbacher desarrolla y produce plantas completas de reciclaje para el tratamiento mecánico y biológico de residuos industriales y domésticos para la extracción de materias primas secundarias o energía. Dieffenbacher desarrolla conceptos de plantas para el procesamiento de residuos de madera, por ejemplo, desde trituración, secado, cribado y tamizado hasta sistemas de quemadores y tecnología de extracción.